# Copa Davis de 2014 - Zona das Américas
A Zona das Américas é uma das 3 zonas regionais da Copa Davis.

## Participantes

### Grupo I
- Brasil
- Colômbia
- República Dominicana
- Equador
- Uruguai
- Venezuela

#### Disputas
|                                                   | 2ª Rodada Play-offs 12–14 de setembro             | 2ª Rodada Play-offs 12–14 de setembro             | 2ª Rodada Play-offs 12–14 de setembro             |                                                   |  | 1ª Rodada Play-offs 4–6 de abril | 1ª Rodada Play-offs 4–6 de abril | 1ª Rodada Play-offs 4–6 de abril |  |                                     | 1ª Rodada 31 de janeiro –2 de fevereiro | 1ª Rodada 31 de janeiro –2 de fevereiro | 1ª Rodada 31 de janeiro –2 de fevereiro |                                     |                                                              | 2ª Rodada 4–6 de abril                                       | 2ª Rodada 4–6 de abril                                       | 2ª Rodada 4–6 de abril                                       |                                                              |                    |
|                                                   |                                                   |                                                   |                                                   |                                                   |  |                                  |                                  |                                  |  |                                     |                                         |                                         |                                         |                                     |                                                              |                                                              |                                                              |                                                              |                                                              |                    |
|                                                   |                                                   |                                                   |                                                   |                                                   |  |                                  |                                  |                                  |  |                                     |                                         |                                         |                                         |                                     |                                                              |                                                              |                                                              |                                                              |                                                              |                    |
|                                                   |                                                   |                                                   |                                                   |                                                   |  |                                  |                                  |                                  |  |                                     | 1                                       | Brasil                                  |                                         |                                     |                                                              |                                                              |                                                              |                                                              |                                                              |                    |
|                                                   |                                                   |                                                   |                                                   |                                                   |  |                                  |                                  |                                  |  |                                     |                                         | bye                                     |                                         |                                     |                                                              | Guayaquil, Equador                                           | Guayaquil, Equador                                           | Guayaquil, Equador                                           | Guayaquil, Equador                                           | Guayaquil, Equador |
|                                                   |                                                   |                                                   |                                                   |                                                   |  |                                  |                                  |                                  |  |                                     |                                         |                                         |                                         |                                     | 1                                                            | Brasil                                                       | 3                                                            |                                                              |                                                              |                    |
|                                                   |                                                   |                                                   |                                                   |                                                   |  |                                  | Venezuela                        |                                  |  | Guayaquil, Equador                  | Guayaquil, Equador                      | Guayaquil, Equador                      | Guayaquil, Equador                      |                                     |                                                              | Equador                                                      | 1                                                            |                                                              |                                                              |                    |
|                                                   |                                                   |                                                   |                                                   |                                                   |  |                                  |                                  |                                  |  |                                     | Equador                                 | 3                                       |                                         |                                     |                                                              |                                                              |                                                              |                                                              |                                                              |                    |
|                                                   | Venezuela                                         | Venezuela                                         | Venezuela                                         | Venezuela                                         |  |                                  |                                  |                                  |  |                                     | Venezuela                               | 2                                       |                                         |                                     |                                                              |                                                              |                                                              |                                                              |                                                              |                    |
|                                                   |                                                   | Venezuela                                         | 1                                                 |                                                   |  |                                  |                                  |                                  |  |                                     |                                         |                                         |                                         |                                     |                                                              |                                                              |                                                              |                                                              |                                                              |                    |
|                                                   |                                                   | Uruguai                                           | 4                                                 |                                                   |  |                                  |                                  |                                  |  | Santo Domingo, República Dominicana | Santo Domingo, República Dominicana     | Santo Domingo, República Dominicana     | Santo Domingo, República Dominicana     | Santo Domingo, República Dominicana |                                                              |                                                              |                                                              |                                                              |                                                              |                    |
|                                                   |                                                   |                                                   |                                                   |                                                   |  |                                  |                                  |                                  |  |                                     |                                         | República Dominicana                    | 4                                       |                                     |                                                              |                                                              |                                                              |                                                              |                                                              |                    |
|                                                   |                                                   |                                                   |                                                   |                                                   |  |                                  |                                  |                                  |  |                                     |                                         | Uruguai                                 | 0                                       |                                     |                                                              | Cali, Colômbia                                               | Cali, Colômbia                                               | Cali, Colômbia                                               | Cali, Colômbia                                               | Cali, Colômbia     |
|                                                   |                                                   |                                                   |                                                   |                                                   |  | Uruguai                          |                                  |                                  |  |                                     |                                         |                                         |                                         |                                     | República Dominicana                                         | 1                                                            |                                                              |                                                              |                                                              |                    |
|                                                   |                                                   |                                                   |                                                   |                                                   |  |                                  |                                  |                                  |  |                                     |                                         |                                         |                                         |                                     | 2                                                            | Colômbia                                                     | 4                                                            |                                                              |                                                              |                    |
|                                                   |                                                   |                                                   |                                                   |                                                   |  |                                  |                                  |                                  |  |                                     | bye                                     |                                         |                                         |                                     |                                                              |                                                              |                                                              |                                                              |                                                              |                    |
|                                                   |                                                   |                                                   |                                                   |                                                   |  |                                  |                                  |                                  |  |                                     | 2                                       | Colômbia                                |                                         |                                     |                                                              |                                                              |                                                              |                                                              |                                                              |                    |
| Venezuela está rebaixado para o Grupo II em 2015. | Venezuela está rebaixado para o Grupo II em 2015. | Venezuela está rebaixado para o Grupo II em 2015. | Venezuela está rebaixado para o Grupo II em 2015. | Venezuela está rebaixado para o Grupo II em 2015. |  |                                  |                                  |                                  |  |                                     |                                         |                                         |                                         |                                     | Brasil e Colômbia avançam para a Repescagem do Grupo Mundial | Brasil e Colômbia avançam para a Repescagem do Grupo Mundial | Brasil e Colômbia avançam para a Repescagem do Grupo Mundial | Brasil e Colômbia avançam para a Repescagem do Grupo Mundial | Brasil e Colômbia avançam para a Repescagem do Grupo Mundial |                    |

### Grupo II.
Nações participantes:
- Barbados
- Chile
- El Salvador
- Paraguai
- Guatemala
- México
- Peru
- Bolívia

#### Disputas/Jogos.
|                                                      | Play-offs 4–6 de abril                               | Play-offs 4–6 de abril                               | Play-offs 4–6 de abril                               |                                                      |           | 1ª Rodada 31 de janeiro – 2 de fevereiro | 1ª Rodada 31 de janeiro – 2 de fevereiro | 1ª Rodada 31 de janeiro – 2 de fevereiro |         |         | 2ª Rodada 4–6 de abril | 2ª Rodada 4–6 de abril | 2ª Rodada 4–6 de abril |             |                                       | 3ª Rodada 12–14 de setembro           | 3ª Rodada 12–14 de setembro           | 3ª Rodada 12–14 de setembro           |                                       |          |
|                                                      |                                                      |                                                      |                                                      |                                                      |           |                                          |                                          |                                          |         |         |                        |                        |                        |             |                                       |                                       |                                       |                                       |                                       |          |
|                                                      |                                                      |                                                      |                                                      |                                                      |           | Barbados                                 |                                          |                                          |         |         |                        |                        |                        |             |                                       |                                       |                                       |                                       |                                       |          |
|                                                      |                                                      |                                                      |                                                      |                                                      |           | 1                                        | Chile                                    | 2                                        |         |         |                        |                        |                        |             |                                       |                                       |                                       |                                       |                                       |          |
|                                                      | Chile                                                | Chile                                                | Chile                                                | Chile                                                |           |                                          | Barbados                                 | 3                                        |         |         | El Salvador            | El Salvador            | El Salvador            | El Salvador | El Salvador                           |                                       |                                       |                                       |                                       |          |
|                                                      | 1                                                    | Chile                                                | 5                                                    |                                                      |           |                                          |                                          |                                          |         |         | Barbados               | 4                      |                        |             |                                       |                                       |                                       |                                       |                                       |          |
|                                                      |                                                      | Paraguai                                             | 0                                                    |                                                      | Paraguai  | Paraguai                                 | Paraguai                                 | Paraguai                                 |         | 4       | El Salvador            | 1                      |                        |             |                                       |                                       |                                       |                                       |                                       |          |
|                                                      |                                                      |                                                      |                                                      |                                                      | 4         | El Salvador                              | 3                                        |                                          |         |         |                        |                        |                        |             |                                       |                                       |                                       |                                       |                                       |          |
|                                                      |                                                      |                                                      |                                                      |                                                      |           |                                          | Paraguai                                 | 2                                        |         |         |                        |                        |                        |             |                                       | Barbados                              | Barbados                              | Barbados                              | Barbados                              | Barbados |
|                                                      |                                                      |                                                      |                                                      |                                                      |           |                                          |                                          |                                          |         |         |                        |                        |                        |             |                                       |                                       | Barbados                              | 3                                     |                                       |          |
|                                                      |                                                      |                                                      |                                                      |                                                      |           | Bolívia                                  | Bolívia                                  | Bolívia                                  | Bolívia | Bolívia |                        |                        |                        |             |                                       | 2                                     | México                                | 2                                     |                                       |          |
|                                                      |                                                      |                                                      |                                                      |                                                      |           |                                          | Bolívia                                  | 2                                        |         |         |                        |                        |                        |             |                                       |                                       |                                       |                                       |                                       |          |
|                                                      | Bolívia                                              | Bolívia                                              | Bolívia                                              | Bolívia                                              |           | 3                                        | Peru                                     | 3                                        |         |         | Peru                   | Peru                   | Peru                   | Peru        | Peru                                  |                                       |                                       |                                       |                                       |          |
|                                                      |                                                      | Bolívia                                              | 3                                                    |                                                      |           |                                          |                                          |                                          |         | 3       | Peru                   | 1                      |                        |             |                                       |                                       |                                       |                                       |                                       |          |
|                                                      |                                                      | Guatemala                                            | 1                                                    |                                                      | Guatemala | Guatemala                                | Guatemala                                | Guatemala                                |         | 2       | México                 | 3                      |                        |             |                                       |                                       |                                       |                                       |                                       |          |
|                                                      |                                                      |                                                      |                                                      |                                                      |           | Guatemala                                | 2                                        |                                          |         |         |                        |                        |                        |             |                                       |                                       |                                       |                                       |                                       |          |
|                                                      |                                                      |                                                      |                                                      |                                                      |           | 2                                        | México                                   | 3                                        |         |         |                        |                        |                        |             |                                       |                                       |                                       |                                       |                                       |          |
| Paraguai e Guatemala disputarão o Grupo III em 2015. | Paraguai e Guatemala disputarão o Grupo III em 2015. | Paraguai e Guatemala disputarão o Grupo III em 2015. | Paraguai e Guatemala disputarão o Grupo III em 2015. | Paraguai e Guatemala disputarão o Grupo III em 2015. |           |                                          |                                          |                                          |         |         |                        |                        |                        |             | Barbados disputará o Grupo I em 2015. | Barbados disputará o Grupo I em 2015. | Barbados disputará o Grupo I em 2015. | Barbados disputará o Grupo I em 2015. | Barbados disputará o Grupo I em 2015. |          |

### Grupo III
Disputado de 2 a 7 de junho em  Humacao

#### Regulamento
- As 9 equipes foram divididos em 2 grupos, um de 4 outro de 5 equipes, onde elas se enfrentam dentro da mesma chave.
- As duas primeiras de cada grupo passam ao Play-off valendo o ascenso, sendo que o 1º de um grupo enfrenta o 2º do outro grupo.
- Os vencedores deste confronto avançam à Zona das Américas - Grupo II de 2015.

#### Grupo A
- 1º -  Cuba
- 2º -  Bahamas
- 3º -  Honduras
- 4º -  Panamá

#### Grupo B
- 1º -  Porto Rico
- 2º -  Costa Rica
- 3º -  Bermuda
- 4º -  Jamaica
- 5º -  Trinidad e Tobago

#### Play-off
- Disputa do ascenso:
  -  Cuba 1 x 2 Costa Rica 
  -  Porto Rico 1 x 2 Bahamas

- Disputa de 5º lugar:

 Honduras 2 x 0 Bermuda 
- Disputa de 7º lugar:

 Panamá 2 x 1 Jamaica 

#### Classificação final
- 1º -  Costa Rica e  Porto Rico (classificados ao Grupo II em 2015)
- 3º -  Cuba e  Bahamas
- 5º -  Honduras
- 6º -  Bermuda
- 7º -  Panamá
- 8º -  Jamaica
- 9º -  Trinidad e Tobago

## Ligação externa
- «Site oficial da Copa Davis» (em inglês)